# Protaetia descarpentriesi
Protaetia descarpentriesi är en skalbaggsart som beskrevs av Ruter 1978. Protaetia descarpentriesi ingår i släktet Protaetia och familjen Cetoniidae. Inga underarter finns listade i Catalogue of Life.